# Union (Connecticut)
Union – miasto w Stanach Zjednoczonych, w stanie Connecticut, w hrabstwie Tolland.